# Satah Mountain
Satah Mountain är ett berg i Kanada.   Det ligger i provinsen British Columbia, i den sydvästra delen av landet, 3 600 km väster om huvudstaden Ottawa. Toppen på Satah Mountain är 1 921 meter över havet.
Terrängen runt Satah Mountain är huvudsakligen kuperad, men åt nordväst är den platt. Satah Mountain är den högsta punkten i trakten. Trakten runt Satah Mountain är nära nog obefolkad, med mindre än två invånare per kvadratkilometer.. Det finns inga samhällen i närheten.
I omgivningarna runt Satah Mountain växer i huvudsak barrskog.